# Huddersfield (circonscription britannique)

La circonscription dans le West Yorkshire.

La circonscription de Huddersfield  est une circonscription anglaise située dans le West Yorkshire, et représentée à la Chambre des communes du Parlement britannique depuis 1983 par Barry Sheerman du Labour Co-operative.